# Jean-Pierre Nsame
Jean-Pierre Nsame (sinh ngày 1 tháng 5 năm 1993) là một cầu thủ bóng đá người Cameroon thi đấu ở vị trí tiền đạo cho câu lạc bộ Legia Warsaw tại Ekstraklasa theo dạng cho mượn từ cậu lạc bộ Como và Đội tuyển bóng đá quốc gia Cameroon.

## Sự nghiệp câu lạc bộ
Nsame ra mắt chuyên nghiệp vào tháng 4 năm 2012, trong trận hòa 1–1 tại Ligue 2 trước Metz.
Vào tháng 7 năm 2017 anh gia nhập Young Boys từ Servette.
Năm 2017-18, anh là một phần của đội hình Young Boys giành chức vô địch tại Giải bóng đá vô địch quốc gia Thụy Sĩ for the first time in 32 years.

## Sự nghiệp quốc tế
Anh được triệu tập vào Cameroon tham dự Cúp Liên đoàn các châu lục 2017.
Anh đá chính cho Cameroon trước Nigeria vào tháng 9 năm 2017 trong trận đấu vòng loại tại Giải vô địch bóng đá thế giới 2018.

## Đời sống cá nhân
Vào tháng 11 năm 2015, anh bị cáo buộc bạo hành em bé 5 tháng tuổi.
Họ của anh đánh vần chính xác là Nsame, không phải Nsamé.

## Thống kê sự nghiệp

### Câu lạc bộ
Tính đến ngày 16 tháng 5 năm 2019
| Câu lạc bộ          | Mùa giải            | Giải đấu               | Giải đấu | Giải đấu | Cúp quốc gia | Cúp quốc gia | Cúp liên đoàn | Cúp liên đoàn | Châu lục | Châu lục | Tổng cộng | Tổng cộng |
| Câu lạc bộ          | Mùa giải            | Hạng đấu               | Trận     | Bàn      | Trận         | Bàn          | Trận          | Bàn           | Trận     | Bàn      | Trận      | Bàn       |
| ------------------- | ------------------- | ---------------------- | -------- | -------- | ------------ | ------------ | ------------- | ------------- | -------- | -------- | --------- | --------- |
| Angers              | 2011–12             | Ligue 2                | 1        | 0        | 0            | 0            | —             | —             | —        | —        | 1         | 0         |
| Angers              | 2012–13             | Ligue 2                | 17       | 1        | 1            | 0            | 1             | 0             | —        | —        | 19        | 1         |
| Angers              | 2015–16             | Ligue 1                | 5        | 0        | 1            | 0            | 1             | 0             | —        | —        | 7         | 0         |
| Angers              | Tổng cộng           | Tổng cộng              | 23       | 1        | 2            | 0            | 2             | 0             | —        | —        | 27        | 1         |
| Carquefou (mượn)    | 2013–14             | Championnat National   | 22       | 0        | 6            | 0            | —             | —             | —        | —        | 28        | 0         |
| Amiens (mượn)       | 2014–15             | Championnat National   | 34       | 7        | 2            | 3            | —             | —             | —        | —        | 36        | 10        |
| Servette            | 2016–17             | Swiss Challenge League | 31       | 23       | 0            | 0            | —             | —             | —        | —        | 31        | 23        |
| Young Boys          | 2017–18             | Swiss Super League     | 31       | 13       | 5            | 2            | —             | —             | 9        | 0        | 45        | 15        |
| Young Boys          | 2018–19             | Swiss Super League     | 31       | 15       | 4            | 1            | —             | —             | 5        | 0        | 40        | 16        |
| Young Boys          | 2019–20             | Swiss Super League     | 32       | 32       | 6            | 7            | —             | —             | 8        | 2        | 46        | 41        |
| Young Boys          | 2020–21             | Swiss Super League     | 30       | 19       | 1            | 0            | —             | —             | 11       | 7        | 42        | 26        |
| Young Boys          | 2022–23             | Swiss Super League     | 33       | 21       | 4            | 5            | —             | —             | 6        | 4        | 43        | 30        |
| Young Boys          | 2023–24             | Swiss Super League     | 18       | 9        | 3            | 3            | —             | —             | 4        | 0        | 25        | 12        |
| Young Boys          | Tổng cộng           | Tổng cộng              | 175      | 109      | 23           | 18           | —             | —             | 43       | 13       | 241       | 140       |
| Venezia (mượn)      | 2021–22             | Serie A                | 11       | 0        | —            | —            | —             | —             | —        | —        | 11        | 0         |
| Como                | 2023–24             | Serie B                | 8        | 0        | —            | —            | —             | —             | —        | —        | 8         | 0         |
| Legia Warsaw (mượn) | 2024–25             | Ekstraklasa            | 0        | 0        | 0            | 0            | —             | —             | 0        | 0        | 0         | 0         |
| Tổng cộng sự nghiệp | Tổng cộng sự nghiệp | Tổng cộng sự nghiệp    | 304      | 141      | 33           | 21           | 2             | 0             | 43       | 13       | 382       | 176       |

### Quốc tế
Tính đến 27 tháng 9 năm 2022
| Đội tuyển | Năm       | Trận | Bàn |
| --------- | --------- | ---- | --- |
| Cameroon  | 2017      | 1    | 0   |
| Cameroon  | 2019      | 1    | 0   |
| Cameroon  | 2022      | 2    | 0   |
| Tổng cộng | Tổng cộng | 4    | 0   |

## Danh hiệu
Young Boys
- Swiss Super League: 2017–18, 2018–19, 2019–20,[8] 2020–21,[9] 2022–23
- Swiss Cup: 2019–20, 2022–23[10][11]